# Oratorio di San Giorgio (Faicchio)
L'oratorio di San Giorgio era una costruzione religiosa medievale, ubicata nei pressi del centro urbano di Faicchio. Ne rimane in piedi soltanto l'abside, con brani di affreschi dipinti in più fasi storiche.

## Storia

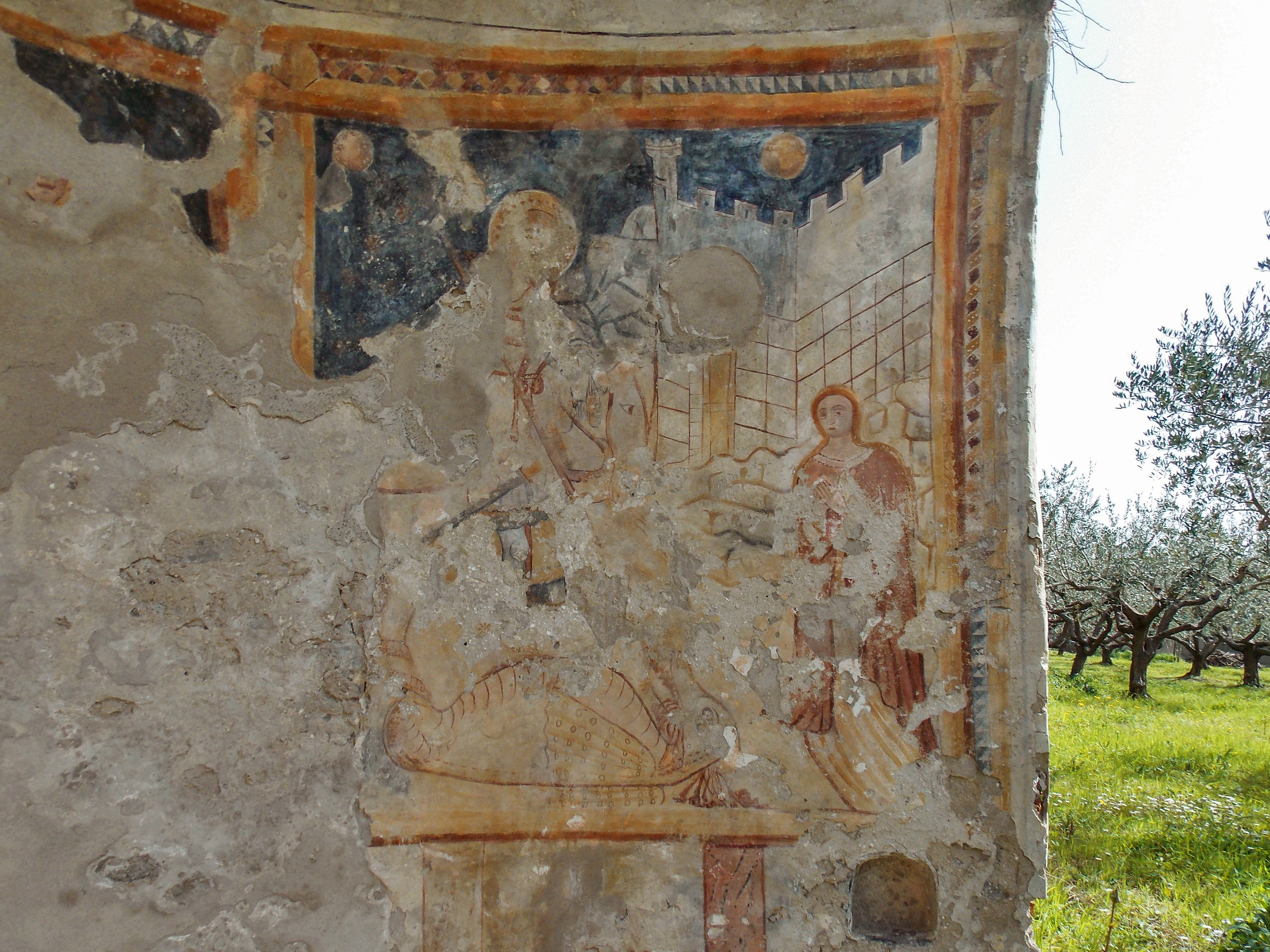
San Giorgio uccide il drago

Le circostanze in cui fu eretta la chiesetta sono ignote. Nel 1446 i suoi benefici furono annessi alla collegiata di Santa Maria Maggiore. A partire dal 1482 è attestata l'esistenza di un ospedale nelle sue vicinanze, e di un borgo poco più in alto.
Nel 1685, negli atti di una santa visita, la si ritrova come "oratorio". Nel 1700 non versava in buone condizioni: era vittima di un'umidità che stava compromettendo le strutture, cosicché si era ordinato di rifarne l'altare e il pavimento, di ripararne il tetto e di intonacarla.
Nel giugno 1727 il vescovo di Cerreto, Mons. Francesco Baccari, diede l'assenso per l'erezione della Congrega dei Sette Dolori, che iniziò a svolgere le proprie funzioni nell'oratorio, in attesa del completamento della nuova chiesa di Santa Lucia (che avvenne l'8 dicembre del medesimo anno), costruita alle spalle dell'oratorio. 
Tuttavia, l'edificio deve essere caduto definitivamente in rovina poco dopo, perché non se ne trova più traccia nei documenti successivi. Le pietre che componevano le pareti della navata furono riutilizzate nelle costruzioni circostanti.

## Descrizione

### L'architettura

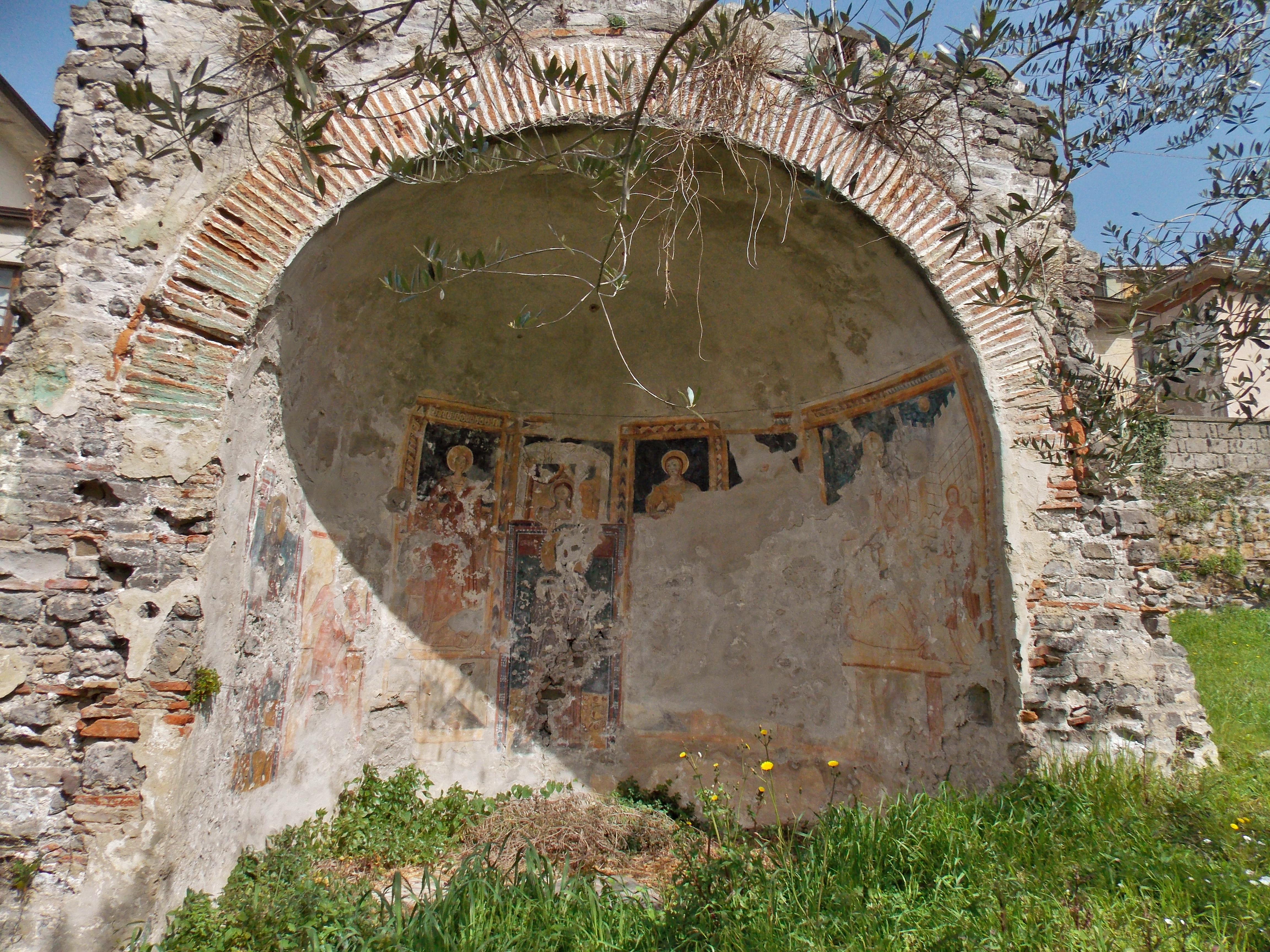
L'abside

Similmente a svariate altre chiesette coeve attestate nella zona, la chiesa di San Giorgio aveva una semplice pianta a navata unica rettangolare, ampia circa 5 m e lunga 10. In fondo ad essa era l'abside, con l'altare al centro, che nel 1685 era decorato da una tela con san Giorgio che uccide il drago. Alla chiesa si accedeva tramite una porta singola. Le pareti della navata, nella parte anteriore, si aprivano in due finestre. La chiesa era dotata di una "campanula".
L'abside è l'unica parte della chiesa ancora in piedi. Il vano ha una pianta ad arco, ampio circa 4 m, alto altrettanto, e profondo 2,50 m. Il muro che lo delimita, costruito in pietre calcaree irregolari pareggiate con conci di tufo e frammenti di laterizio, si appoggia su alcuni archi. Il limite fra il muro di fondo della navata e il catino absidale è evidenziato da un arco costruito con laterizi sesquipedali di spoglio, di età romana. Dell'altare rimane il basamento in pietra nell'abside.

### Gli affreschi
Gli affreschi dell'abside sono riconducibili a due (o tre) fasi distinte. Sono stati studiati da Luigi Di Cosmo e, con riferimento soltanto ai più antichi, da Francesco Luigi Gervasio. Furono restaurati nei primi anni 2000 ma, al 2016, si presentano di nuovo abbandonati e a rischio.

#### Prima fase

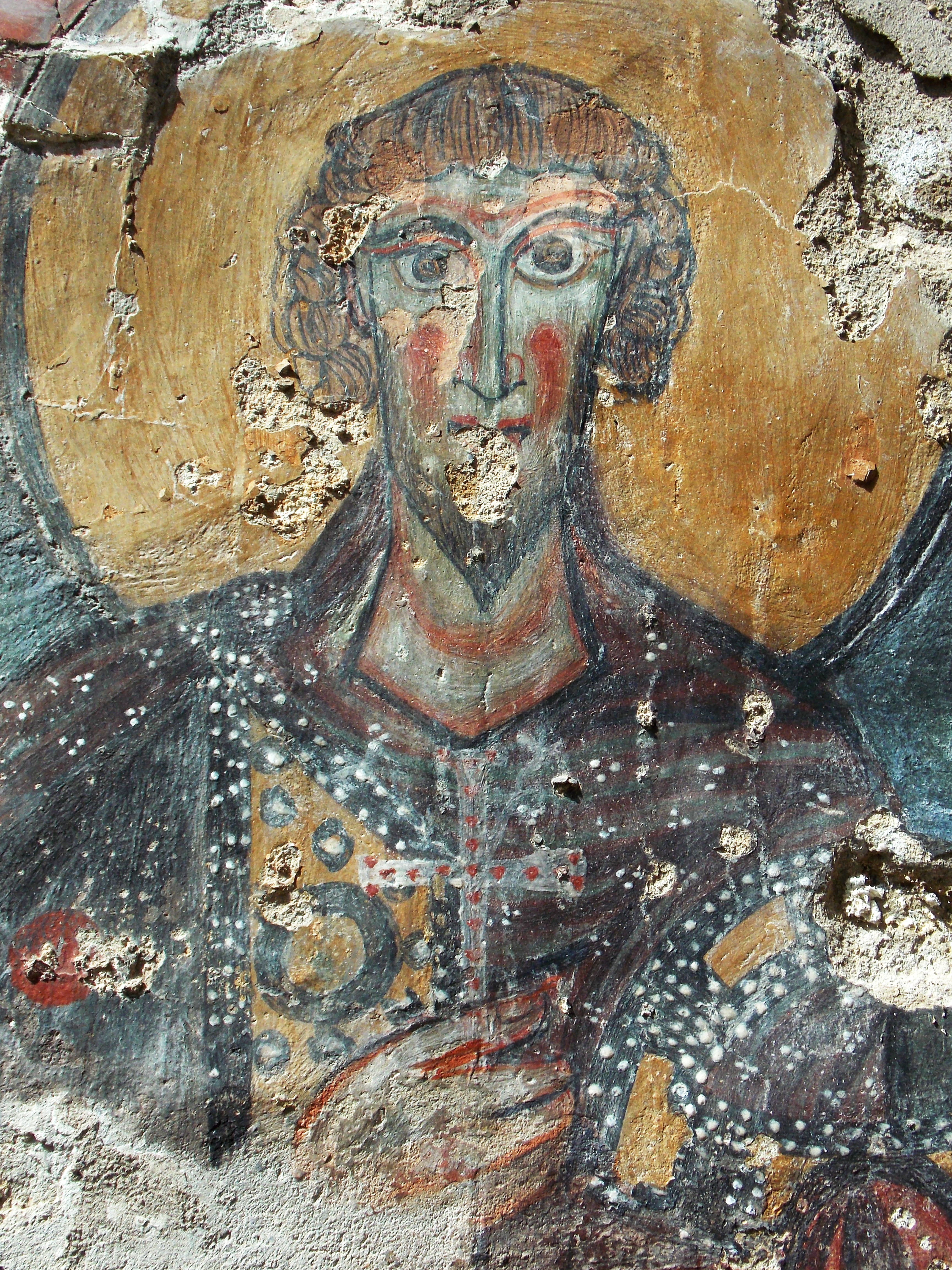
San Giorgio

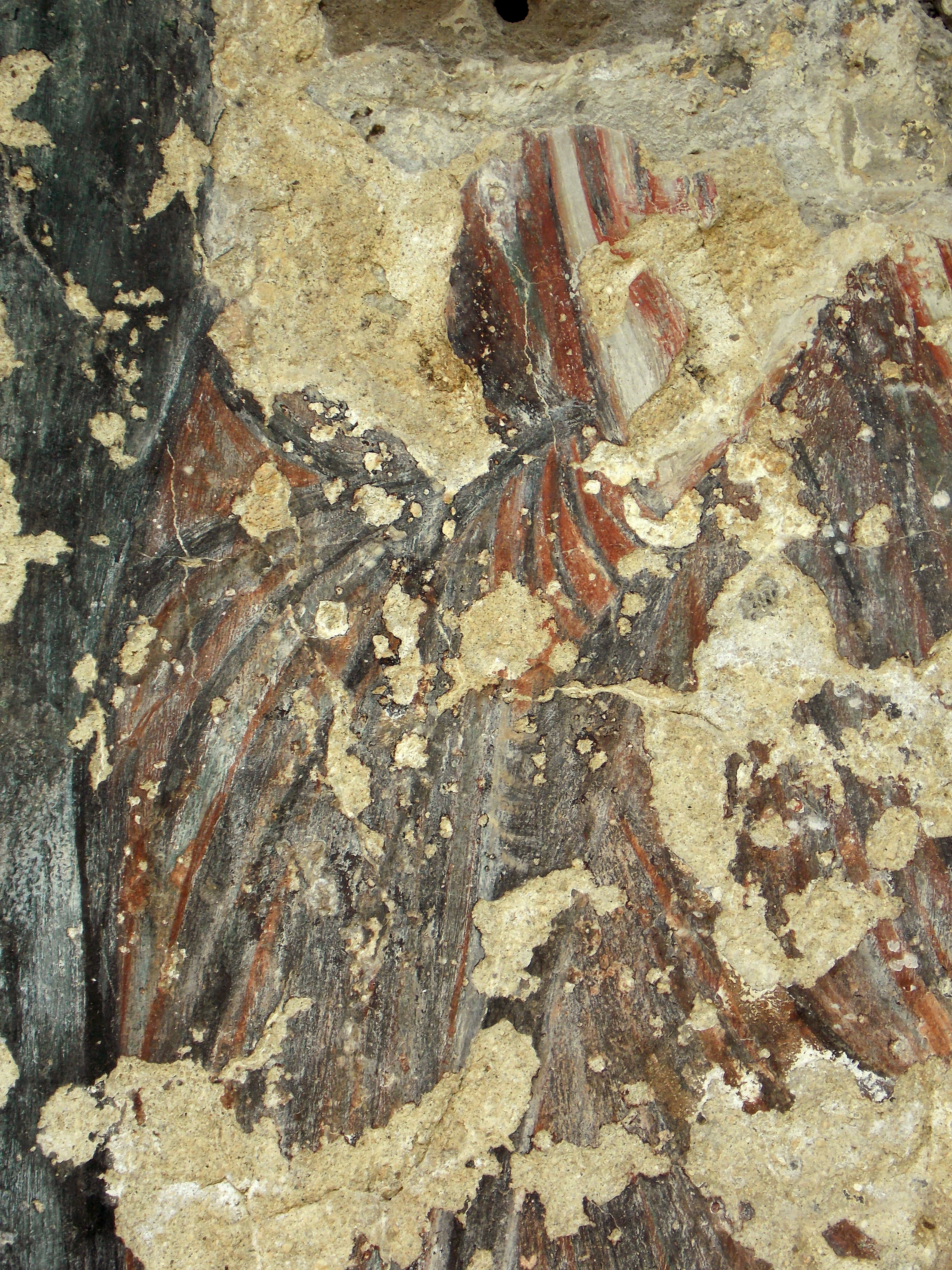
Vergine orante: dettaglio del panneggio

Le raffigurazioni più antiche fra quelle presenti nell'abside sono due pannelli, raffiguranti rispettivamente san Giorgio e la Vergine orante, a sviluppo verticale (75×175 cm). Si ritiene che inizialmente vi fosse un'intera serie di pannelli, magari disposti su due registri, a coprire l'intera abside; ulteriori affreschi potevano decorare la navata.
Entrambi i pannelli, dipinti a colori vivaci, sono delimitati con una linea bianca e da una cornice a riquadri rossi e blu (leggermente diversa fra i due), di cui quello centrale è spezzato tramite l'inserimento alternato di motivi geometrici in giallo e di puntini bianchi disposti a griglia. I due personaggi sono presentati in piedi, frontalmente, su uno sfondo verdastro scuro che, nella parte più alta, lascia il posto ad una striscia rossa ed, in basso, ad un terreno giallo ocra con piante basse che recano fiori rossi.
Il pannello di San Giorgio è posto all'estremità sinistra della navata. Il santo martire, identificato dalle lettere "SCS GE"/"MAR" che si leggono ai due lati dell'aureola gialla, ha un volto dagli occhi grandi, i capelli ricci, la barba scura a punta. Le sopracciglia nere, lunghe, scendono senza spezzarsi a delineare il naso; le guance sono evidenziate con un colorito rossastro. Sulla fronte è una ruga rossa, ed una simile linea compare sul collo.
San Giorgio è vestito di una veste scura, e regge anche una casula rossa su cui è delineato un panneggio nero. Il distacco dell'intonaco ha completamente cancellato l'addome e parte del torace del santo. Nella mano destra il martire ha una croce bianca a puntini rossi, posta all'altezza del petto. Con la sinistra regge una corona, che in segno di rispetto tocca soltanto attraverso la casula. Lungo gli orli delle vesti e lungo la corona sono decorazioni a puntini bianchi, che schematizzano fiorellini e perline rispettivamente. In fondo si vedono le scarpe del santo, nere.
Il pannello della Vergine è posto al centro dell'abside, ed è molto più danneggiato: rimangono soltanto le parti laterali dell'immagine. Il volto è completamente scomparso; l'aureola è bordata in rosso, con perle bianche incastonate. Sulla sua sinistra compaiono le lettere "SASM". È visibile ancora la mano destra (e, in parte, quella sinistra), alzata fino al petto, con il palmo lievemente rivolto verso l'alto. La Madonna è vestita di rosso, con un panneggio reso di nuovo in nero; tiene poggiato sul capo e sulle spalle, fino a coprire le braccia, un velo più scuro.
Svariati dettagli dei due pannelli si rifanno alla pittura bizantino-cassinese, di cui si trovano molti esempi in Terra di Lavoro: fra questi sono particolarmente rilevanti l'abbazia di Sant'Angelo in Formis e la basilica di Santa Maria in Foro Claudio. A questa scuola appartengono le gote rosse, i capelli, nonché le linee rosse e nere, del volto di san Giorgio; come pure i puntini bianchi delle cornici, o le strisce bianche che movimentano la striscia rossa dietro l'aureola di san Giorgio. Di Cosmo li data alla fine del XII secolo.
Tuttavia secondo Gervasio gli affreschi, anche se ridipinti ed alterati, sono da riferire ad una fase tarda della scuola beneventana. Riconducono a questo orizzonte la postura di san Giorgio e della Madonna, statuaria e solenne, insieme all'abbondanza delle vesti e del panneggio. I fiori rossi, forse papaveri, alla base delle due figure avrebbero un significato simbolico, perché si ritrovano in altre opere beneventane quali gli affreschi di San Vincenzo al Volturno, nella cripta di Epifanio. Una datazione possibile per la prima realizzazione dei due pannelli sarebbe quindi fra la fine del X secolo e l'inizio del XI. In questo periodo inizia anche l'uso di posizionare la Vergine orante nel centro delle absidi.

#### Fasi successive

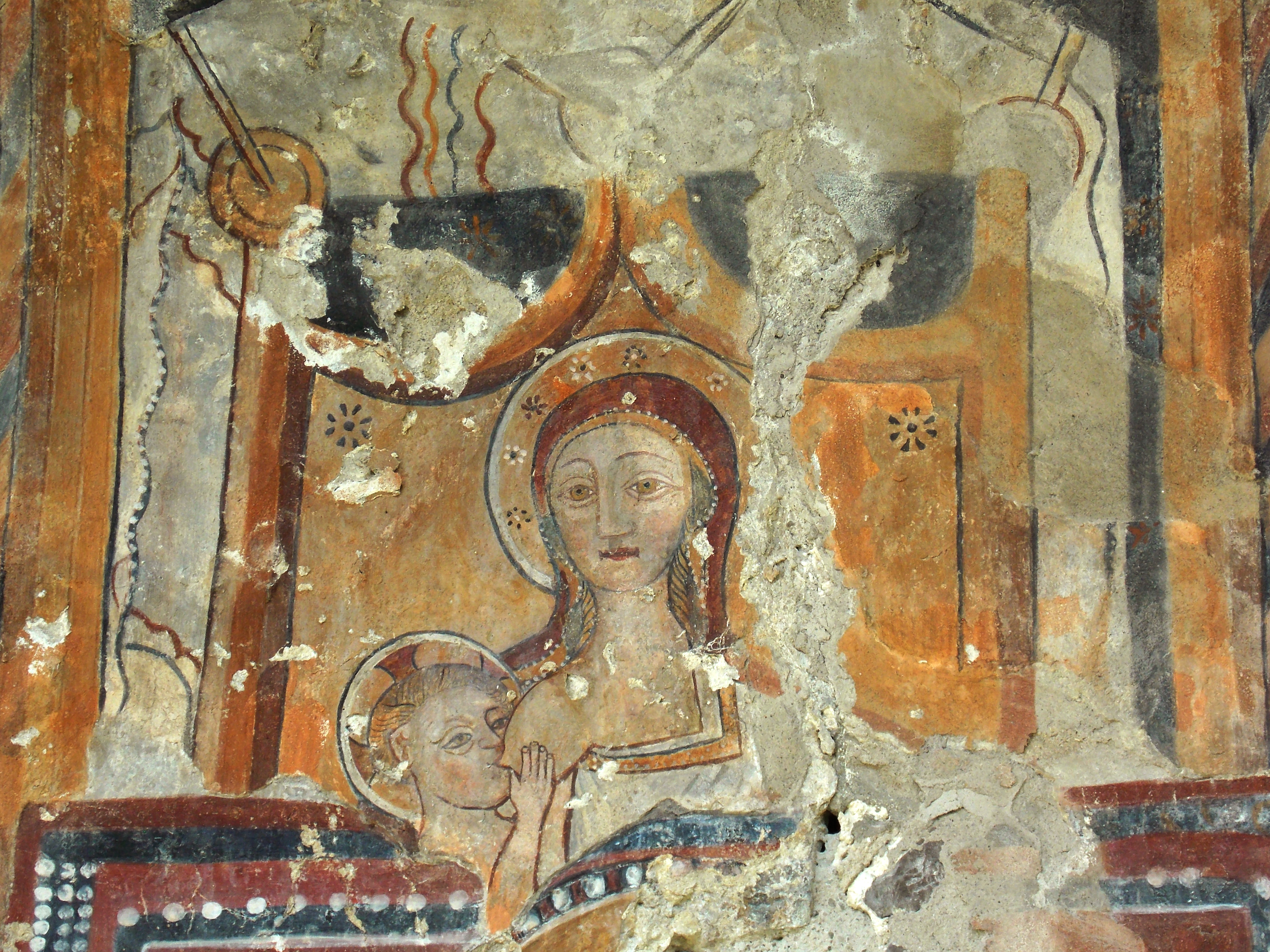
La Vergine nell'atto di allattare

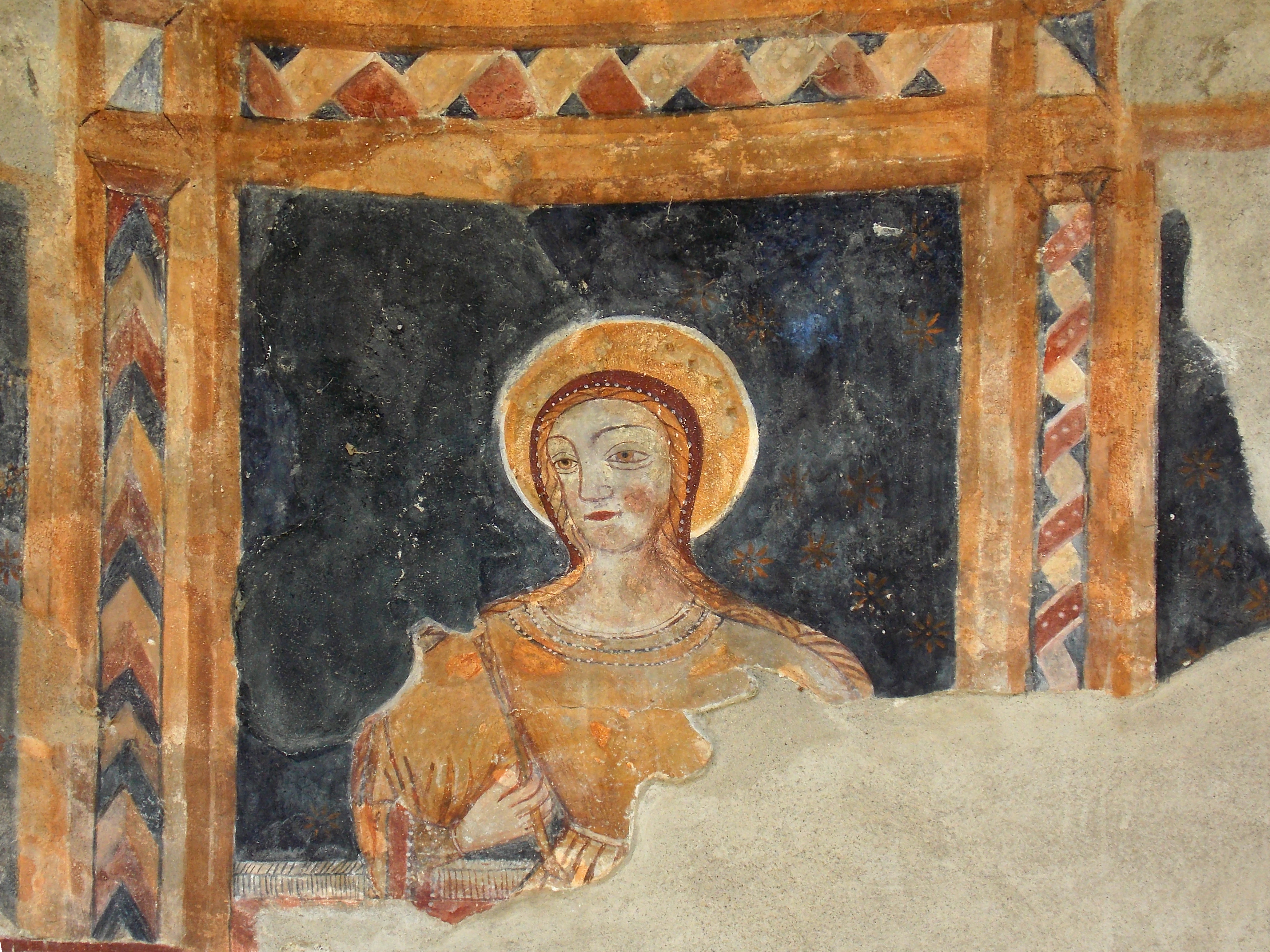
Santa non identificata, con la cornice decorata

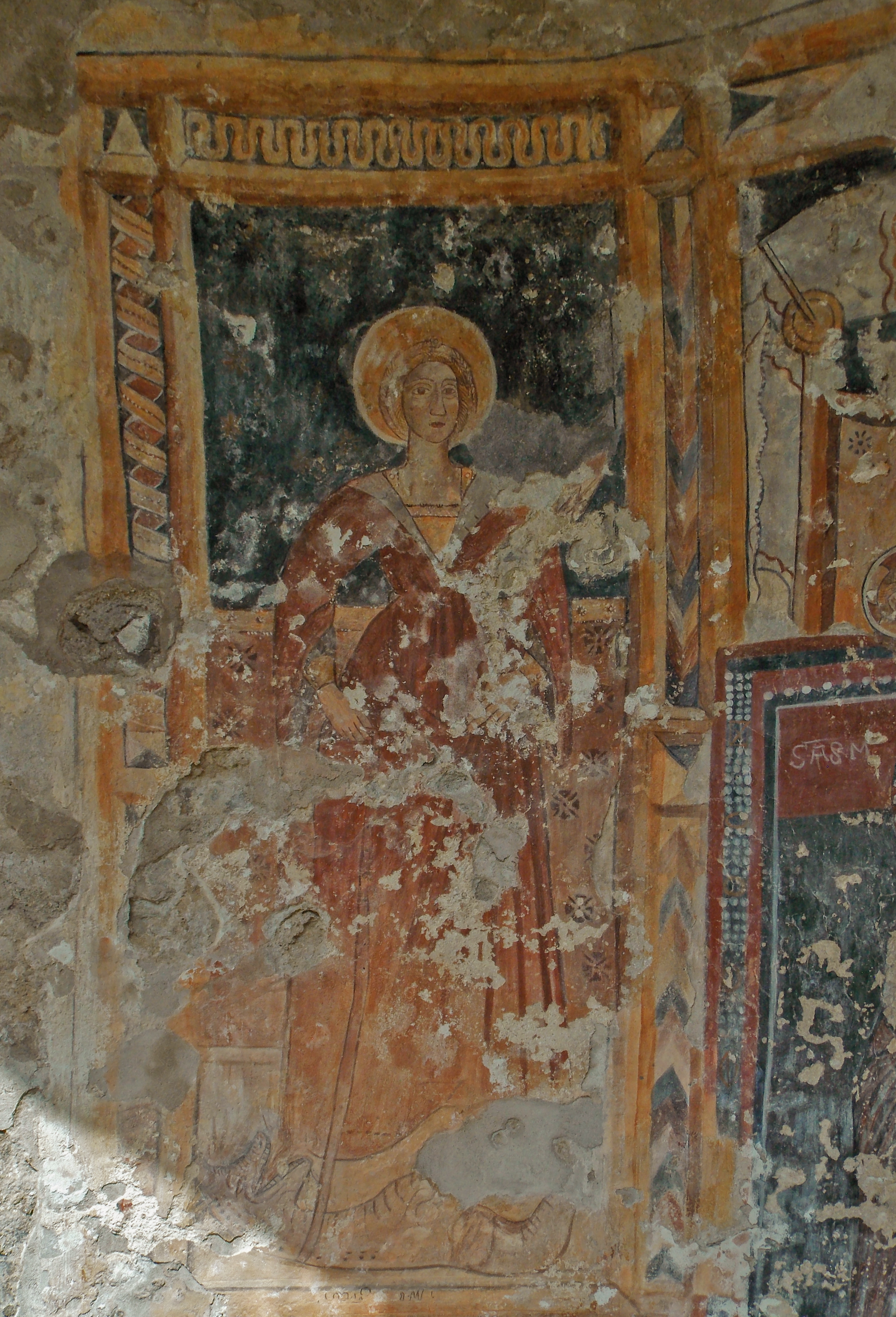
Santa Margherita d'Antiochia

In tempi successivi al primo ciclo di affreschi ne fu dipinto uno nuovo. Consiste anche questo di una serie di pannelli, impostati più in alto rispetto a quelli originali, di modo che dovevano coprirli per metà. La dimensione dei vecchi pannelli fu riproposta senza modifiche, ma i colori sono molto diversi, questa volta prevalentemente caldi. Sono diverse anche le cornici attorno ai pannelli: nel mezzo di due riquadri color ocra, ombreggiati per dare un senso di profondità, è una fascia intermedia, dipinta a motivi geometrici, diversi da un lato all'altro: sono presenti, infatti, colonnine tortili stilizzate con una decorazione accennata nel mezzo, motivi a spina di pesce, a zig zag, ondulati, a denti di lupo; il tutto con un uso prevalente di giallo, bruno, bianco e blu.
Sono rimasti visibili tre pannelli di questa fase (più un frammento isolato con la parte inferiore di un volto). Sopra l'affresco altomedievale della Vergine orante resta la metà superiore di una Madonna in trono, che allatta il Bambino: questi, probabilmente seduto sulle ginocchia, ne afferra il seno con le mani. Analogamente alle altre figure di questa fase, la Madonna ha gli occhi vagamente a mandorla, il naso lungo e pronunciato, la bocca piccola. Nell'aureola sono alcune decorazioni floreali, che richiamano quelle ai due angoli del trono.
Subito a sinistra, è conservata in buona parte una rappresentazione di santa Margherita di Antiochia. È rappresentata nell'atto di trionfare sul demonio, nelle fattezze di drago, ai suoi piedi: l'agiografia della santa vuole che, mentre era prigioniera, sia stata assalita e inghiottita da tale drago, ma ne sia uscita squarciangogli il ventre con una croce. La santa, dall'aureola gialla con il bordo gemmato, è dipinta su un fondo tripartito: un terreno giallo, una fascia mediana bruna su cui si vedono delle rose stilizzate, una blu in alto, con altre decorazioni stilizzate. Divide queste ultime due zone una striscia gialla decorata a puntini.
Santa Margherita è elegantemente vestita: il suo vestito giallo, dalle strette maniche chiuse da bottoni e un orlo di pizzo sul petto, viene coperto in buona parte dall'ampia sopraveste rossa, legata quasi all'altezza del torace, che presenta una scollatura bordata di una pelliccia azzurrastra. Nella mano destra la santa stringe il manico di un guinzaglio, a cui il drago-demonio è legato. Con la sinistra, invece, tiene la sopraveste leggermente sollevata. Il drago sembra avere il ventre squarciato: forse, in corrispondenza di una lacuna nell'intonaco proprio in quel punto, era dipinta anche la croce con cui era stato trafitto. Sopra la spalla sinistra di santa Margherita è un oggetto non ben definito, forse un fuso.
A destra della Madonna allattante è un altro pannello di cui rimane solo la metà superiore. Una santa appare su uno sfondo blu identico a quello del pannello di santa Margherita. Ha i capelli biondi e lunghi, un velo poggiato sulla testa, un vestito giallo dalle ampie maniche, cinto a vita alta. Fili di perline bianche orlano il velo e il vestito. In mano la santa tiene una specie di ramo, forse la palma del martirio.
Due pannelli ulteriori, ancora distinguibili, sarebbero stati dipinti in un periodo ancora successivo. Il primo, esattamente a destra di quello di san Giorgio ma più piccolo, è delimitato da una semplice cornice rossa bordata di nero. Raffigura, su fondo giallo, una santa con una veste rossa, anche qui stretta a vita alta con una cordicella. Il volto è stato perduto. La mano destra, alzata, si caratterizza per le dita sottili. Un disegno difficilmente distinguibile sotto tale mano potrebbe rappresentare dei serpenti che minacciano la santa: in tal caso il pannello potrebbe raffigurare un secondo episodio della vita di santa Margherita.
Infine, all'estremità destra dell'abside, un pannello più grande sembra occupare lo spazio prima decorato da due pannelli della seconda fase, conservandone ed unendone le cornici. La scena raffigura san Giorgio a cavallo nell'atto di salvare la principessa dal drago, fuori da una città murata: la scena è dipinta con una composizione simile nel Libro d'Ore di Alfonso d'Aragona, del primo XV secolo. La principessa, sulla destra, vestita di rosso, ha le mani giunte in preghiera. San Giorgio è molto lacunoso: rimane visible l'aureola, ma non il volto. Anche il cavallo è distinguibile solo in parte mentre è ben conservato il drago, riverso al suolo.
Gli affreschi delle fasi dalla seconda in poi, in generale, non sono un'opera di alto livello, ma sono evidentemente ispirati all'arte napoletana, e lo rivelano nell'attenzione per i dettagli. Le cornici a motivi geometrici richiamano esempi che appaiono a Napoli negli anni '20 del XIV secolo, e nei decenni successivi si ritrovano in un ampio ventaglio di luoghi in Campania, Lazio, fino all'Abruzzo. Una datazione degli affreschi in questione agli ultimi decenni di tale secolo, o l'inizio del successivo, è suggerita anche dall'abbigliamento delle sante e dalle datazioni di altre immagini della Vergine nell'atto di allattare. Gli ultimi due pannelli, probabilmente, sono comunque anteriori all'anno 1446, in cui la chiesa di San Giorgio perse la sua autonomia.